# Galactic Games
Galactic Games è un videogioco pubblicato da Activision nel 1987 per Commodore 64 e Amstrad CPC e nel 1988 per ZX Spectrum. Si tratta di un videogioco sportivo multievento con discipline fantascientifiche affrontate da varie specie di alieni.

## Modalità di gioco
Ci sono cinque discipline, ciascuna riservata a una diversa specie aliena. Tutte sono sfide uno contro uno, le prime tre in simultanea e le altre alternati, tra due giocatori umani o contro il computer.
- 100m slither (100 metri in scivolata): due vermi strisciano con movimenti ritmici ma devono stare attenti all'attrito, che mitigano secernendo una riserva limitata di muco. Lo schermo è diviso orizzontalmente e i due contendenti corrono indipendentemente, visti di profilo.
- Space hockey (hockey spaziale): due sfere viventi si affrontano su un campo di gioco visto dall'alto, a scorrimento in tutte le direzioni, e cercano di spingere in rete il disco, anch'esso vivente, urtandolo. Le porte sono buchi neri che possono risucchiare anche i giocatori stessi, dando un punto all'avversario.
- Psychic judo (psico-judo): due umanoidi con poteri psichici, ciascuno a un'estremità di un corridoio, si lanciano onde energetiche generate dai loro stomaci. In difesa possono creare degli scudi che assorbono l'energia dei colpi. Lo schermo è diviso verticalmente e i concorrenti sono visti entrambi di fronte, in un piccolo ambiente 3D.
- Head throwing (lancio della testa): i concorrenti sono umanoidi con grosse teste sganciabili e lunghe orecchie. Lanciano uno alla volta, visti di profilo, cercando di arrivare più lontano possibile. Prima il corpo prende la rincorsa, poi si sgancia la testa cercando l'angolo di tiro ottimale, infine la testa stessa può cercare di arrivare più lontano sbattendo le orecchie come ali, e deve atterrare conficcando il muso.
- Metamorph marathon (maratona metamorfica): le creature che partecipano possono assumere cinque diverse forme: corridore, saltatore, scavatore, volatile o statico, a seconda dello stato variabile del terreno. Ogni forma ha un'energia limitata e bisogna cercare di consumarla solo quando necessario. Si gareggia uno alla volta in un percorso campestre a piattaforme, con visuale laterale, composto da diverse schermate, anche verso l'alto.